# Střední průmyslová škola Trutnov
Střední průmyslová škola Trutnov (SPŠ Trutnov) je střední škola s technickým zaměřením zřizovaná Královéhradeckým krajem. Vznikla v roce 1952 a dnes na ní studuje více než 600 studentů ve 25 třídách. Škola vzdělává odborníky na čtyřletých maturitních oborech v oblastech informačních technologií, elektrotechniky a strojírenství a také tříletých učebních oborech elektrikář a nástrojář. Výuka probíhá na 4 budovách –⁠ sídlo školy se nachází v ulici Školní, dvě odloučená pracoviště jsou v ulici Horská a jedno v Mladých Bukách, kde probíhá praktické vyučování. 
Studentům je k dispozici 10 laboratoří, 6 učeben výpočetní techniky, 17 dílen a místností pro praktickou výuku a několik dalších učeben pro všeobecné i odborné předměty. Jedná se o druhou největší střední školu v Královéhradeckém kraji.
Ředitelem je od roku 1997 Ing. Vladislav Sauer. Škola dlouhodobě úzce spolupracuje se zaměstnavateli ve městě i celém regionu, čímž se jí dostává nadstandardní finanční i materiální podpory. Studenti ve firmách absolvují exkurze a stáže, kde se seznamují s pracovním prostředí a moderní technikou používanou zaměstnavateli v regionu.

## Obory vzdělávání

### Studijní obory
Na škole jsou vyučovány 4 čtyřleté obory zakončené maturitní zkouškou.

#### Elektronické počítačové systémy
Tento studijní obor (18‑20‑M/01 informační technologie) je zaměřen na softwarovou i hardwarovou stránku počítačů. Studenti se zde učí programovat, spravovat síťové prvky, sestavovat a diagnostikovat počítačové sestavy, navrhovat a realizovat správu počítačových sítí, pracovat s kancelářským a komunikačním softwarem, kybernetickou bezpečnost a mnoho dalšího.
Absolventi tohoto oboru se uplatňují jako například správci operačních systémů a počítačových sítí, vývojáři aplikací, programátoři vestavěných systémů či technici pro montáž a diagnostiku počítačových sítí.

#### Informatika a management
Obsahem oboru (18‑20‑M/01 informační technologie) je kombinace znalostí programů pro zpracování grafiky a videa, návrhu a tvorby webových aplikací, správy operačních systémů, vizualizace a animace a kybernetické bezpečnosti se znalostmi z oblasti ekonomiky, marketingu, managementu a práva. 
Jedná se o jediný obor na škole, kde je vedle anglického jazyka vyučován ještě jazyk německý.
Absolvent je připraven na práci na pozicích webdesigner, správce webových stránek, pracovník grafického studia, správce počítačových sítí či třeba manažer v IT.

#### Slaboproudá elektrotechnika
Studenti se zájmem o elektrotechniku mají možnost studovat tento čtyřletý obor (26‑41‑M/01 elektrotechnika) se zaměřením na návrh, analýzu a diagnostiku analogových i digitálních elektronických obvodů, ovládání a programování PLC automatů a průmyslových robotů, obsluhování programů pro návrh desek plošných spojů, konfiguraci prvků automatizované domácnosti či třeba i programování mikropočítačů
Absolventi splňují vzdělání pro získání odborné způsobilosti k výkonu činnosti na elektrických zařízeních a odborné způsobilosti v elektrotechnice. Uplatňují se jako projektanti hardwarového návrhu elektronických obvodů, programátoři softwarově podporovaného vývoje elektrických obvodů, servisní a montážní technici slaboproudých průmyslových zařízení nebo programátoři automatizovaných a robotických pracovišť.

#### Strojírenství - počítačová grafika
Maturitní obor (23‑41‑M/01 strojírenství) vzdělává studenty v oblastech konstruování, tvorby technologických postupů, kontroly kvality výroby použitím příslušných měřidel a meřících zařízení, programování CNC strojů a průmyslových robotů, tvorby technické dokumentace, používání CAD programů a  programů pro tvorbu obchodně propagační dokumentace a provádění pevnostních výpočtů součástí.
Studenti tohoto oboru mohou získat Autodesk Certificate of Completion.
Absolvent je připraven pro samostatnou činnost na pozicích konstruktér, technolog, programátor CNC obráběcích strojů a průmyslových robotů, designer, pracovník v oblasti průmyslové automatizace a robotiky, technický manažer provozu nebo například kontrolor jakosti a inženýrství.

### Učební obory
Na škole jsou vyučovány 2 tříleté učební obory zakončené závěrečnou zkouškou.

#### Elektrikář
Pro tento obor (26-51-H/01 elektrikář) se jako jediný otevírají dvě třídy. Absolventi se vyznají v elektrické instalaci budov (jak rodinných domů tak průmyslových objektů), údržbě i opravě elektrotechnických přístrojů a instalaci satelitní techniky, moderních přístrojů spotřební elektrotechniky, zabezpečovací techniky či kamerových systémů.

#### Nástrojář
Na tomto tříletém oboru (23‑52‑H/01 nástrojař) se žáci učí pracovat se všemi druhy kovoobráběcích strojů včetně CNC strojů, číst dílenské výrobní výkresy součástí i sestav, sestavit do celků a funkčně ozkoušet jednoduché řezné nástroje, přípravky a speciální měřidla a pracovat na PC s řídícími programy pro CNC obráběcí stroje.

## Další aktivity školy

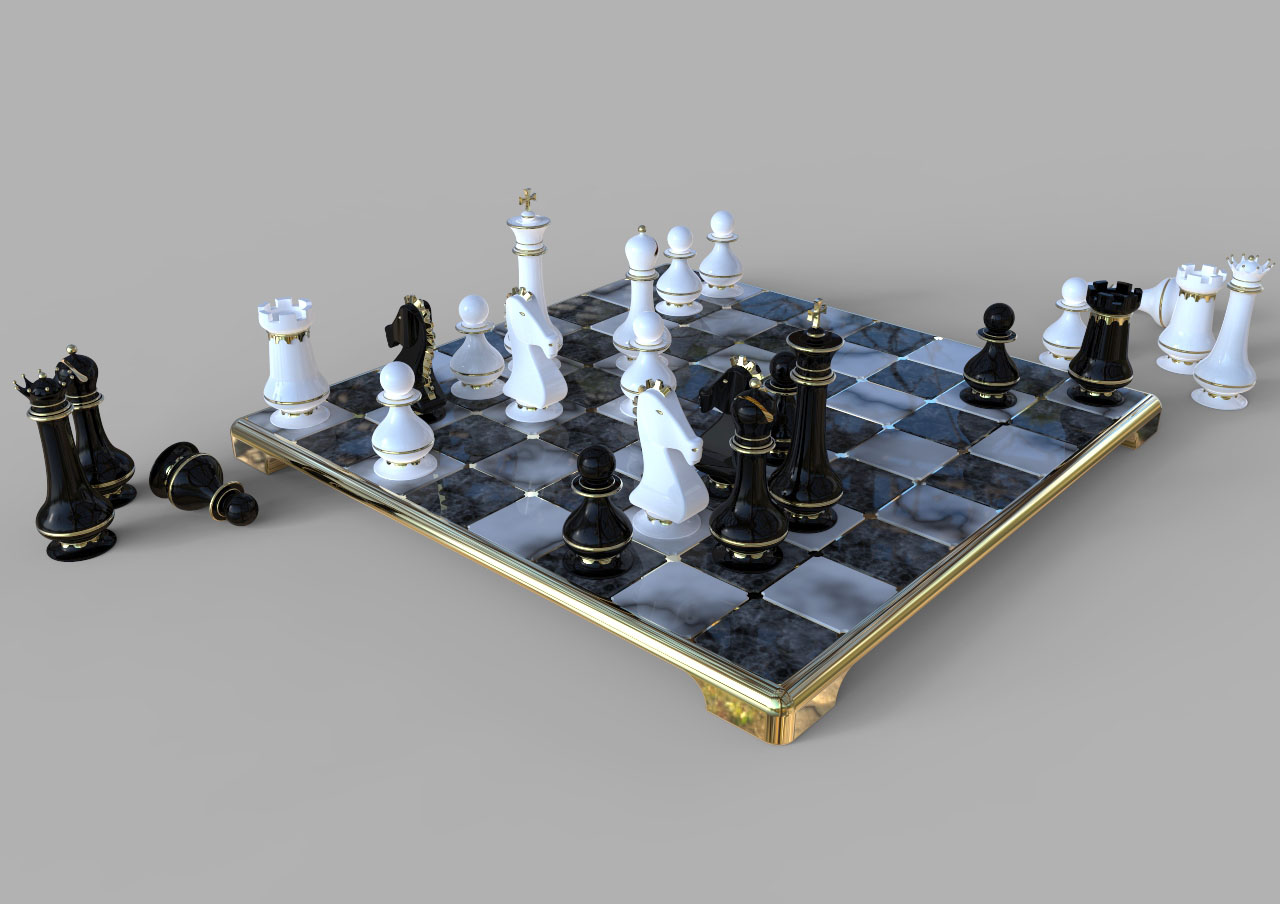
Práce studentů SPŠ Trutnov v programu Autodesk Inventor

### Volnočasové kroužky
Učitelé na škole pořádají několik zájmových kroužků, kde se studenti mohou více rozvíjet v konkrétních oblastech oborů, které je zajímají.
- Zvuková a světelná technika
- Programování
- Mechatronika
- Moderní elektrotechnika
- Skriptování v powershellu
- Počítačové sítě a kybernetická bezpečnost CISCO
- Podnikání
- Šachy
- Zábavná logika a deskové hry

#### Technické kroužky na pracovišti praktického vyučování
- Elektro
- Strojní

### Certifikáty
Škola poskytuje žákům možnost získat odborné certifikáty, například Cisco Networking Academy, Mikrotik Academy a Autodesk Academia.

## Členství
SPŠ Trutnov je aktivním a zakládajícím členem Krajské hospodářské komory Královéhradeckého kraje, což jí pomáhá v přizpůsobování výuky pro uplatnitelnost absolventů. Škola je dále členem Asociace středních průmyslových škol ČR a Asociace školských sportovních klubů.

## Známí absolventi
- Petr Dědek – podnikatel, 38. nejbohatší Čech[15]
- Radek Micopulos – podnikatel, tvůrce hlavolamů
- Šimon Vaníček – mistr České republiky v cyklokrosu[16]
- Martin Hoffman – knižní autor
- Tomáš Toman – spisovatel a písničkář[17]